# قلعة الخراز (مدينة حجة)

تعديل مصدري - تعديل

قلعة الخراز هي إحدى قرى عزلة حملان بمديرية مدينة حجة التابعة لمحافظة حجة، بلغ تعداد سكانها 136 نسمة حسب تعداد اليمن لعام 2004.